# Naśladujmy Jezusa!
Naśladujmy Jezusa! – ogólnoświatowa seria kongresów (dużych spotkań religijnych) zorganizowanych przez Świadków Jehowy, które rozpoczęły się w maju 2015 roku, a zakończyły w styczniu 2016 roku. W trakcie serii zgromadzeń odbyło się 7 kongresów specjalnych o zasięgu międzynarodowym w 7 krajach świata. Odbyło się też około 5000 kongresów regionalnych w 347 językach, w tym w 55 językach migowych.

## Cel kongresu

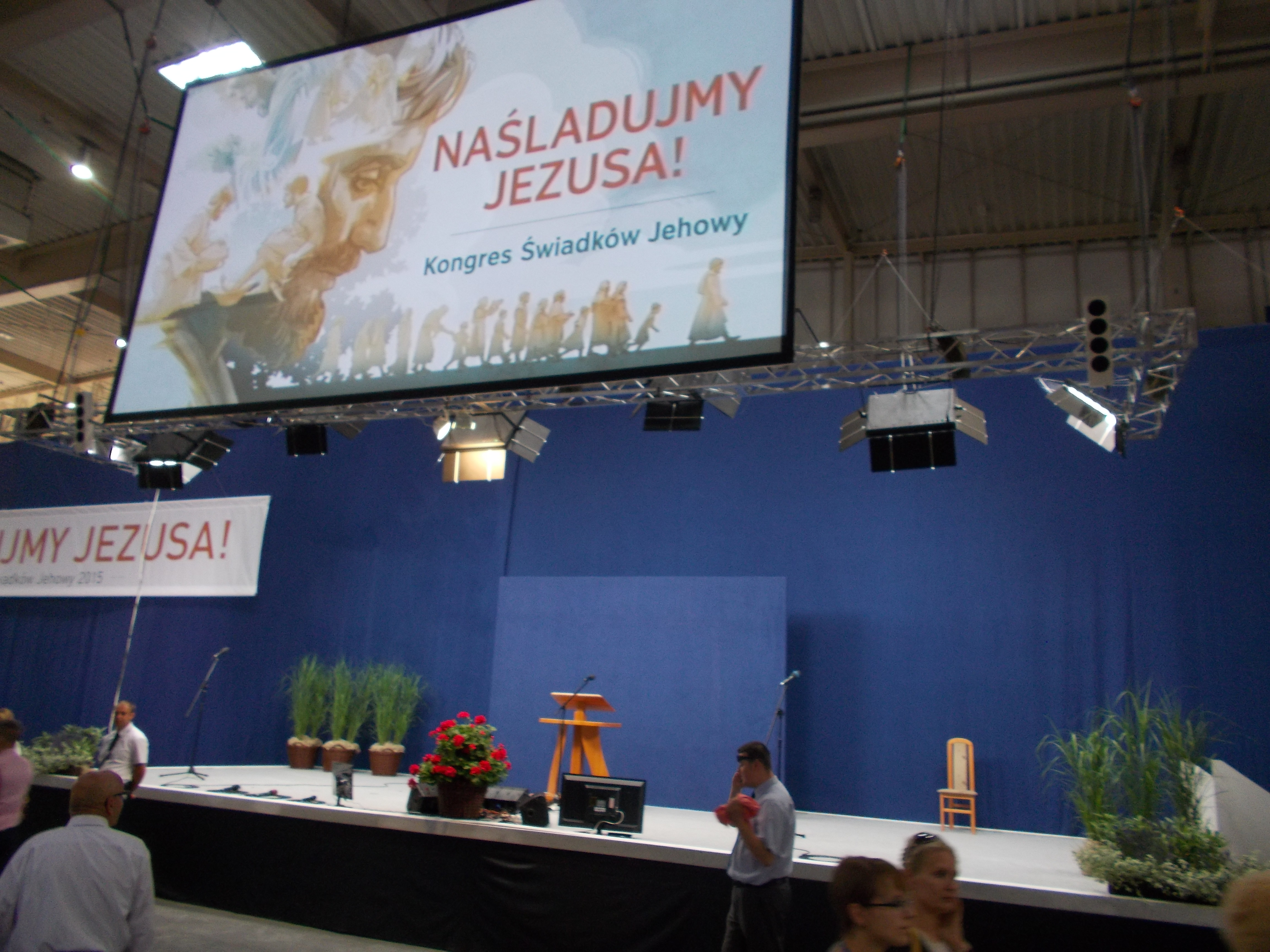
Hasło kongresu na MTP w Poznaniu

Według organizatorów kongresów, Ciała Kierowniczego Świadków Jehowy, „myśl przewodnia kongresu kieruje uwagę na Jezusa Chrystusa jako postać powszechnie znaną oraz wzór do naśladowania dla każdego człowieka, niezależnie od wieku, pochodzenia czy kultury”. „Jezus, założyciel chrystianizmu, jest uważany za najbardziej wpływowego i znaczącego ze wszystkich ludzi. Jako chrześcijanie, Świadkowie Jehowy są głęboko przekonani, że jest on dla nas wzorem do naśladowania. Podczas kongresu były rozważane biblijne relacje o jego życiu. Uwypuklono praktyczne korzyści, jakie z jego przykładu i nauk może odnieść każdy człowiek – bez względu na pochodzenie, styl życia czy wyznawaną religię”. Program kongresu miał także na celu pokazanie rodzicom i dzieciom, że naśladując Jezusa, mogą budować silniejsze więzi i bardziej zjednoczone rodziny.

## Kongresy specjalne
- Belgia: Gandawa
  - Na kongresie specjalnym we Flanders Expo w Gandawie obecni byli zagraniczni delegaci z Austrii, Holandii, Francji, Luksemburga, Niemiec, Stanów Zjednoczonych i Szwajcarii. Program został przedstawiony w 13 językach (również w j. polskim)[6].
- Bułgaria: Sofia
  - Od 24 do 26 lipca 2015 roku w stołecznym Narodowym Pałacu Kultury odbył się kongres specjalny. Program przedstawiono w języku bułgarskim i był tłumaczony na język angielski i bułgarski język migowy, a skorzystali z niego delegaci z Bułgarii, Macedonii, Mołdawii, Serbii, Stanów Zjednoczonych i Ukrainy. Ochrzczono 60 osób. Ciało Kierownicze Świadków Jehowy reprezentował Anthony Morris[7].
- Chorwacja: Zagrzeb
  - W dniach 7–9 sierpnia 2015 roku w hali Arena Zagreb w Zagrzebiu odbył się kongres specjalny z udziałem zagranicznych delegatów z 14 krajów, m.in. z Bośni i Hercegowiny oraz Austrii, Czech, Portoryko, Słowacji, Stanów Zjednoczonych, Węgier i Włoch[8]. Uczestniczyło w nim 13 850 osób. Niektóre punkty programu, były transmitowane na kongres w Belgradzie. Ochrzczono 132 osoby[9].
- Estonia: Tallinn
  - W dniach 24–26 lipca 2015 roku na stołecznej A. Le Coq Arena odbył się kongres specjalny. Program przedstawiono w językach estońskim i rosyjskim, a niektóre jego punkty również w języku angielskim oraz estońskim języku migowym[10].
- Kolumbia: Medellín
  - Od 4 do 6 września 2015 roku w Centro de Espectáculos La Macarena w Medellín odbył się kongres specjalny z udziałem zagranicznych delegatów z Hondurasu, Kostaryki, Kuby, Panamy, ze Stanów Zjednoczonych i z Wenezueli[11].
- Malta: Valletta
  - Od 16 do 18 października 2015 roku w Mediterranean Conference Centre w Valletcie odbył się kongres specjalny z udziałem Świadków Jehowy z Malty oraz ponad 1550 zagranicznych delegatów z Australii, Grecji, Hiszpanii, Izraela, Portugalii i Stanów Zjednoczonych. Ciało Kierownicze Świadków Jehowy reprezentował Gerrit Lösch[12].
- Tajlandia: Chiang Mai
  - Od 6 do 8 listopada 2015 roku w Chiang Mai i Nong Khai odbył się kongres specjalny z udziałem zagranicznych delegatów z Filipin, Japonii, Malezji, Mjanmy, Sri Lanki, Stanów Zjednoczonych i Wietnamu, na którym ogłoszono wydanie Pisma Świętego w Przekładzie Nowego Świata w języku tajskim[13][14][15].

## Pozostałe kongresy
Odbyło się też około 5000 kongresów regionalnych w 347 językach, w tym w 55 językach migowych.
W roku 2015 w Zimbabwe zorganizowano serie 39 kongresów regionalnych, w językach: angielskim, chińskim (dialekt mandaryński), ndebele (Zimbabwe), szona, suahili, tonga (Zimbabwe) i w zimbabweńskim języku migowym. 28 sierpnia 2015 roku na kongresie w Demokratycznej Republice Konga ogłoszono wydanie „Pisma Świętego w Przekładzie Nowego Świata” w języku kongo. We wrześniu 2015 roku na kongresie regionalnym w Kampali w Ugandzie, Mark Sanderson z Ciała Kierowniczego ogłosił wydanie Pisma Świętego w Przekładzie Nowego Świata w języku luganda. 5 grudnia 2015 roku na kongresie w Kiribati ogłoszono wydanie Pisma Świętego w Przekładzie Nowego Świata w języku kiribati. 11 grudnia 2015 roku na kongresie na Filipinach ogłoszono wydanie Pisma Świętego w Przekładzie Nowego Świata w języku pangasinan.
Poza Polską, kongresy polskojęzyczne odbyły się także w Niemczech, Francji, Hiszpanii, Irlandii, Stanach Zjednoczonych, Wielkiej Brytanii i we Włoszech.

### Polska

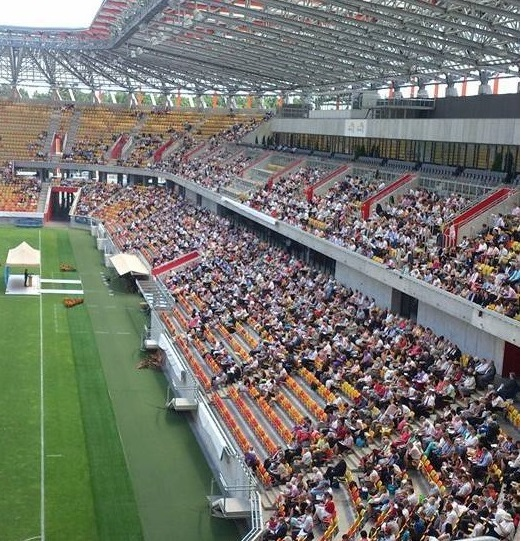
Kongres na Stadionie Miejskim w Białymstoku

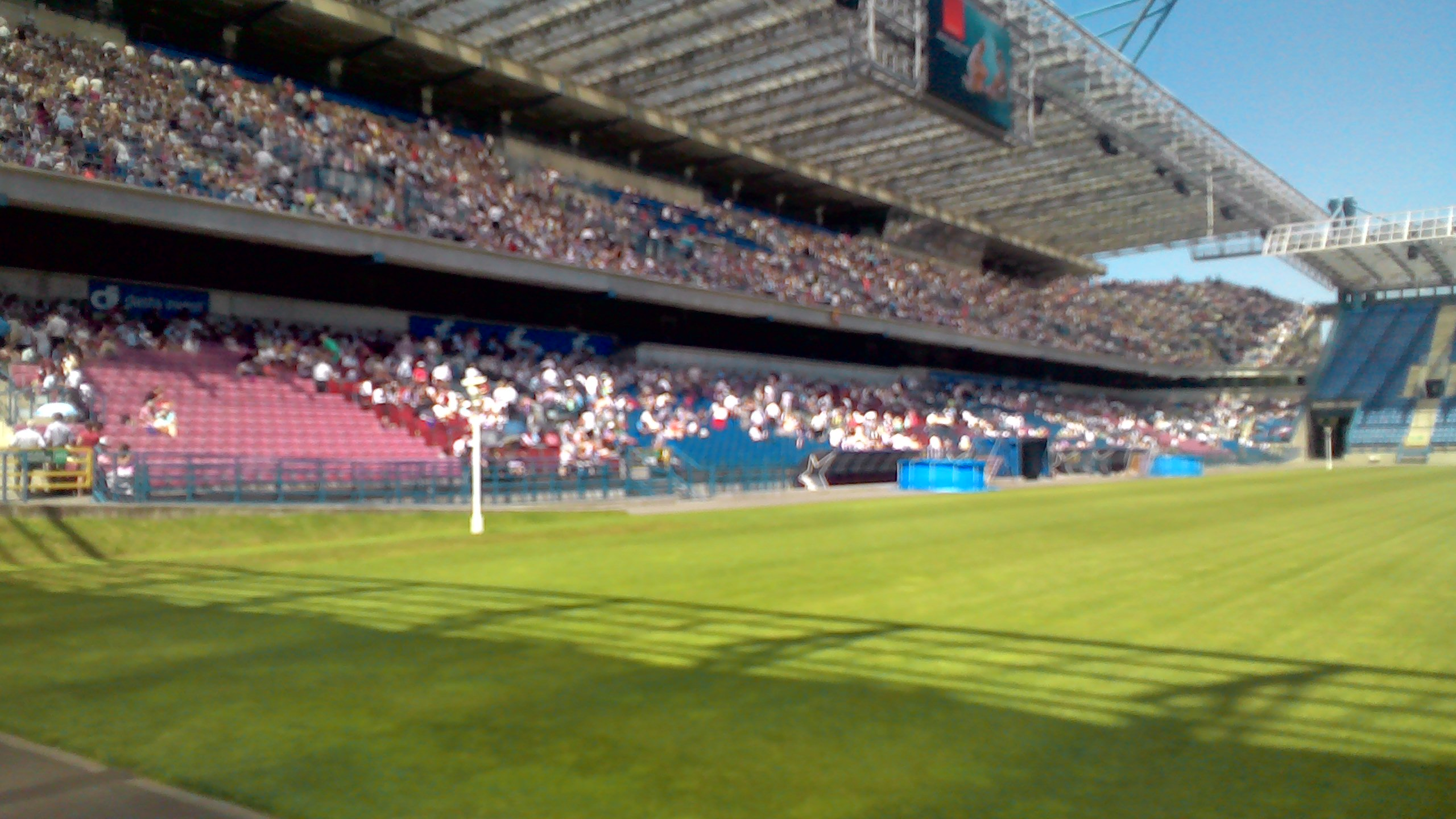
Kongres na Stadionie Miejskim w Krakowie

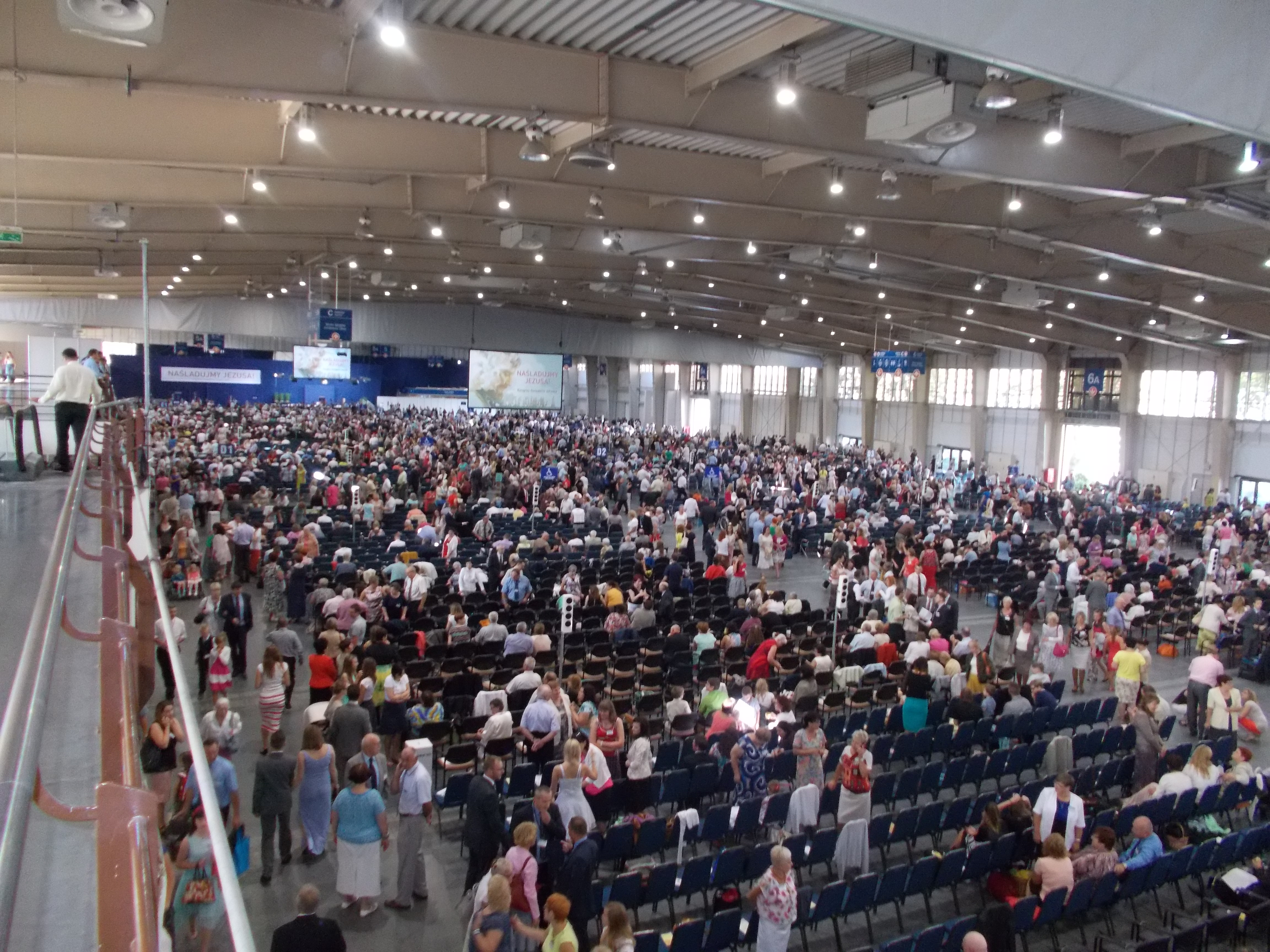
Kongres na MTP w Poznaniu (w czasie przerwy)

W Polsce zorganizowano 33 kongresy w 27 miastach w 4 językach: polskim angielskim, rosyjskim i polskim migowym. Uczestniczyło w nich 138 566 osób, a ochrzczono 809 osób.
- Białystok (Stadion Miejski; 22–24 lipca)[24][25][26][27], uczestniczyło w nim 41 zborów z regionu[28]
- Bielsko-Biała (Hala pod Dębowcem; 10–12 lipca)[29]
- Bydgoszcz (Hala sportowo-widowiskowa Łuczniczka; 17–19 lipca)[30][31][32].
- Częstochowa (Hala Sportowa Częstochowa, 31 lipca–2 sierpnia)[33][34], ponad 3,5 tys. obecnych[35]
- Gdynia (Gdynia Arena, 10–12 lipca oraz 17–19 lipca)[36]
- Gorzów Wielkopolski (Stadion im. Edwarda Jancarza; 10–12 lipca)[37][38]
- Kalisz (Arena Kalisz, 24–26 lipca)[3] prawie 3 tysiące obecnych, 29 osób zostało ochrzczonych[39][40]
- Katowice (Spodek, 17–19 oraz 24–26 lipca)[4]
- Kędzierzyn-Koźle (Hala Widowiskowo-Sportowa Azoty; 31 lipca–2 sierpnia)[41][42]
- Koszalin (Hala Widowiskowo-Sportowa, 2–4 lipca)[43]
- Kraków (Stadion Miejski, 2–4 lipca)[44]
- Lublin (Arena Lublin; 24–26 lipca)[45]
- Lubin (Hala RCS, 24–26 lipca)[46] przeszło 3 tysiące obecnych, 20 osób zostało ochrzczonych[47].
- Łódź (Atlas Arena; 24–26 lipca)[48][49] ponad 7 tysięcy obecnych, 44 osoby zostały ochrzczone[50].
- Opole (Stadion Miejski „Odra”, 10–12 lipca)[51]
- Ostróda (Arena Ostróda, 10–12 lipca) przeszło 3,5 tysiąca obecnych z 45 zborów, 18 osób zostało ochrzczonych[52].
- Płock (Orlen Arena; 8–10 lipca) prawie 3 tysiące obecnych, 29 osób zostało ochrzczonych[53][54].
- Poznań (MTP; 17–19 lipca)[55][56][57]
- Radom (Stadion Miejski; 17–19 lipca)[58][59]
- Rzeszów (Podpromie; 31 lipca–2 sierpnia)[60][42] prawie 5 tysięcy obecnych, 26 osób zostało ochrzczonych[61].
- Szczecin (Hala Azoty; 31 lipca–2 sierpnia)[62][42]
- Wałbrzych (Aqua Zdrój; 7–9 sierpnia) 3166 obecnych[63][64][65][66]
- Warszawa (stadion Legii, 2–4 lipca)[43]; (Sala Zgromadzeń Świadków Jehowy; 7–9 sierpnia, program w polskim j. migowym)[67][68]
- Wrocław (Hala Stulecia, 2–4 lipca)[43]
- Zamość (Stadion OSiR, 10–12 lipca)[69]
- Zgorzelec (PGE Turów Arena; 17–19 lipca)[70][71]
- Zielona Góra (CRS; 31 lipca–2 sierpnia)[72][42] około 3 tysiące obecnych[73].

## Ważne punkty programu
Trzydniowy program został „wzbogacony o elementy interaktywne oraz wymowne, poruszające filmy, które pokażą, jak możemy odnieść pożytek z naśladowania Jezusa w codziennym życiu”. W trakcie programu wyświetlono 42 filmy i prezentacje multimedialne.
- Przedstawienia: „Bóg uczynił go zarówno Panem, jak i Chrystusem” (2 części) (Mr 5:22–43; Łk 2:7–14; 42–47; 4:1–30; 8:40–56)[75]
- Słuchowisko: „Po to na świat przyszedłem” (Jn 9:1–41; 11:1–44; 18:37; Mt 16:13–20; 21:23–46; 22:15–46; Dz 1:1–11; 2:31)[76]
- Publiczny wykład biblijny: W jaki sposób Jezus Chrystus zwycięża świat (Jn 16:33; Obj 6:2; 17:12–14)[77]

## Kampania
Kongresy poprzedziła trzytygodniowa ogólnoświatowa kampania informacyjna – dziewiąta tego rodzaju, polegająca na rozpowszechnianiu specjalnych zaproszeń na kongresy zorganizowane w ponad 190 krajach. Wstęp na kongresy był wolny, również bez zaproszeń.